# Gare de Granja Julieta
La gare de Granja Julieta est une gare ferroviaire de la ligne 9-Émeraude de ViaMobilidade. Elle est située, sur les rives de la rivière Pinheiros.,dans le quartier de Chácara Santo Antônio, dans le quartier de Santo Amaro à São Paulo au Brésil.

## Histoire
Construit par la CPTM, il a été inauguré le 4 mai 2000, en présence du gouverneur de l'État de São Paulo, Mário Covas.
En février 2020, le trafic mensuel était de 375 316 voyageurs.
Le 20 avril 2021, les lignes 8 et 9 des trains métropolitains ont été concédées au consortium ViaMobilidade, composé des sociétés CCR et RUASinvest, pour trente ans. Le transfert des lignes a été réalisé le 27 janvier 2022.
La station a une conception architecturale avancée, avec un projet basé sur des modules, une passerelle sur la Via Professeur Simão Faiguenboim, une mezzanine d'embarquement, des ascenseurs pour les personnes handicapées, une rampe d'accès, un quai en caoutchouc, un toit et des cartes avec les rues et les emplacements des points importants de la Région.

## À proximité
- Alto das Nações
- WTorre Carrefour